# Cucujinus micromma
Cucujinus micromma là một loài bọ cánh cứng trong họ Laemophloeidae. Loài này được Arrow miêu tả khoa học năm 1920.